# 侯進
侯 進（こう しん、生没年不詳）は、中国の後漢時代初期における武将。范曄の『後漢書』で伝こそ立てられていないものの、後漢草創期の功臣の1人と言える歴戦の武将である。

## 事跡
| 姓名         | 侯進                              |
| 時代         | 後漢時代                          |
| 生没年       | 〔不詳〕                          |
| 字・別号     | 〔不詳〕                          |
| 出身地       | 〔不詳〕                          |
| 職官         | 積射将軍〔後漢〕→破姦将軍〔後漢〕 |
| 爵位・号等   | -                                 |
| 陣営・所属等 | 光武帝                            |
| 家族・一族   | 〔不詳〕                          |

建武1年（25年）7月、積射将軍侯進は他の10人の将軍とともに、大司馬呉漢の指揮下に入り、更始帝配下の左大司馬朱鮪が篭る洛陽を包囲・攻撃した。
建武2年（26年）、潁川太守寇恂が罷免された後の同郡で、郡内出身の厳終、趙敦が1万人余りの兵を集め、密（河南尹）出身の賈期とともに郡内を荒らし回った。破姦将軍侯進は、潁川太守に復帰した寇恂とともにこれを討伐し、数月して賈期を斬り、郡内をことごとく平定した。
同年12月、侯進は光武帝の命で新安（弘農郡）に駐屯し、宜陽（弘農郡）に駐屯した建威大将軍耿弇とともに、長安から東帰しようとする赤眉軍を待ち受けた。翌建武3年（27年）、赤眉軍は大司徒鄧禹の軍を撃破し、南へ進路を変えて宜陽へ向かう。侯進は新安から軍を引き上げ、宜陽で光武帝、耿弇と合流した。結局、赤眉軍は宜陽で漢の大軍に進路を遮られ、投降している。
建武4年（28年）、侯進は輔威将軍耿植とともに建義大将軍朱祜の指揮下に入り、黎丘の秦豊を包囲、攻撃して、翌建武5年（29年）夏にこれを降した。
建武6年（30年）、侯進は捕虜将軍王覇とともに、前将軍李通の指揮下に入り、漢中に駐屯していた蜀（成家）将延岑を撃破した。さらに、蜀の公孫述が漢中に差し向けてきた援軍も、李通、侯進らは西城（漢中郡）で撃退し、順陽（南陽郡）へ帰還して屯田を行っている。
建武9年（33年）6月、侯進は他の3人の将軍とともに呉漢の指揮下に入り、高柳（代郡）で盧芳配下の賈覧、閔堪と戦ったが、匈奴が騎兵で賈覧らを救援するなどしたため劣勢となり退却した。侯進は呉漢の命により、漁陽郡に駐屯している。翌建武10年（34年）、呉漢、侯進らは再び高柳へ出撃して賈覧と戦う。匈奴も騎兵を賈覧の援軍に差し向けて激戦となったが、平城（雁門郡）で連戦の末に遂に賈覧を撃破した。呉漢、侯進らは驃騎大将軍杜茂と合流して、盧芳配下の尹由と崞、繁畤（いずれも雁門郡）で戦ったが、劣勢であった。
以後、侯進は史書に名が見えない。